# Špilja Pomongwe
Špilja Pomongwe je nalazište špiljske umjetnosti u Zimbabveu, smještena unutar nacionalnog parka Matobo, 1 km istočno od brane Maleme. Špilja, nastala negativnom eksfolijacijom, nalazi se na kraju male doline okrenute prema sjeveroistoku. Duga je i široka po 20m. Ime Pomongwe izvedeno je iz riječi Kalanga za dinju, a odnosi na brdo u obliku kupole.

## Uporaba, nalazi i iskopavanja
Špilju su koristili ljudi iz kamenog doba, vjerojatno srednjeg kamenog doba. Na to upućuju trokutasti vrhovi pronađeni u špilji. Nekoliko istraživanja obavljenih 1960. – 1962. i 1979. godine upućuju na mogućnost da se radilo o komunalnom prostoru.

## Slike na stijenama
Na mjestu se nalaze vidljivi crteži žirafe, zebre, kudua, elanda kao i dva slona. Nažalost, crtežisu uništeni nestručnim pokušajima očuvanja 1920-ih godina kada je na slike naneseno laneno ulje. Također su vidljive slike žena, geometrijski oblici i slike povezane s poljoprivrednicima. U blizini špilje nalazi se pripadni muzej i interpretacijski centar koji je otvoren 1. srpnja 1994. godine.

## Status nacionalnog spomenika
Iako je špilja poznato i često posjećivano mjesto, nažalost nikada nije proglašena nacionalnim spomenikom, s obzirom na to da pronađeni crteži na stijenama nisu bili dovoljno kvalitetni da opravdaju dodjeljivanje zaštićenog statusa.